# Групова згуртованість
Групова́ згурто́ваність — утворення, розвиток і формування зв'язків у групі, які забезпечують перетворення зовні заданої структури на психологічну спільність людей, психологічний організм, який живе за своїми нормами і законами відповідно до своїх цілей і цінностей.
Згуртованість групи має два головні твірники: 
1. по-перше, це міра привабливості власної групи;
2. по-друге — сила тяжіння (притягування) інших досяжних груп.

Виходячи з цього, групу можна визначити як сукупність індивідів, пов'язаних таким чином, що кожний із них розцінює переваги від об'єднання як більш значущі, ніж ті, які можна одержати поза групою. Це означає, що будь — яка група з самого початку є згуртованим цілим.
Згуртованість як результат мотивації групового членства. Цікавою є запропонована Д. Картрайтом досить розгорнута модель, в основу якої покладено уявлення про групову згуртованість як деяку складову сил або мотивів, що спонукають індивіда до збереження членства в конкретній групі.
Сукупність детермінант згуртованості представлена в цій моделі таким набором змінних:
- якою мірою індивіди розглядають дану групу як можливість задовольнити свої потреби й цілі;
- спонукальні властивості групи, тобто як сама група(зокрема її цілі, престижність членства в ній, спосіб дії, та ін.) може слугувати мотиваційною основою для участі людей в її діяльності;
- яким чином окремий член групи оцінює наслідки свого членства в даній групі (позитивні чи негативні очікування індивіда);
- як люди оцінюють своє членство в цій групі порівняно з тим досвідом участі, який вони мали в інших групах.